# Highland Park (Michigan)
Highland Park è una città della Contea di Wayne, Michigan, negli USA. Il censimento avvenuto nel 2010 contava 11'776 abitanti. La città è completamente circondata da Detroit, tranne una piccola parte che confina con la città di Hamtramck, anch'essa circondata da Detroit.